# カ・ダンドレーア
カ・ダンドレーア（伊: Ca' d'Andrea）は、イタリア共和国ロンバルディア州クレモナ県にある分離集落（フラツィオーネ）。
かつては独立した自治体（コムーネ）であったが、2019年1月1日、トッレ・デ・ピチェナルディへ編入され、新自治体の一部となった。

## 地理

### 位置・広がり

#### 隣接コムーネ
コムーネとしてのカ・ダンドレーアは、以下のコムーネと隣接していた。
- カッペッラ・デ・ピチェナルディ
- チンジャ・デ・ボッティ
- デローヴェレ
- サン・マルティーノ・デル・ラーゴ
- トッレ・デ・ピチェナルディ
- ヴォルティード

### 気候分類
気候分類では、zona E, 2389 GGに分類される。